# Богдан Сергій
Сергій Богдан (псевдо: «Бик», «Биков», «Євген», «Чорний» ; 1921, с. Куснища, тепер Любомльська міська громада, Волинська область — 29 жовтня 1950, с. Глухи, Старовижівський район, Волинська область) — керівник Любомльського надрайонного проводу ОУН.

## Життєпис

Сергій Богдан у повному озброєні

Народився 1921 року в селі Куснища (тепер  Любомльська міська громада, Волинська область).
З кінця 1942 року член ОУН, перебував на нелегальне становище. Служив чотовим у сотні УПА під кервіництвом «Чумака» (М. Яцинюк). Згодом отримав посаду провідника Камінь-Каширського районного проводу ОУН.
З 1947 року референт СБ Головненського районного проводу ОУН, діяв переважно у селах: Куснища, Полапи, Згорани, Сокіл Любомльського району. З 1948 року – провідник Головнянського районного проводу ОУН, а з 1949 – керівник Любомльського надрайонного проводу ОУН.
Відзначався зухвалою сміливістю, наприклад, міг відвідати кінотеатр чи танці у формі радянського офіцера.
Загинув 29 жовтня 1950 року поблизу села Глухи Старовижівського району. Під час останнього бою убив одного і поранив двох окупантів.